# Duelles
À ne pas confondre avec le film Duelle (1976) de Jacques Rivette.
Pour plus de détails, voir Fiche technique et Distribution.
Duelles est un film dramatique franco-belge écrit et réalisé par Olivier Masset-Depasse et sorti en 2018. 
Le film est une adaptation du roman Derrière la haine (2012) de Barbara Abel.
Le film remporte neuf récompenses lors de la cérémonie des Magritte du cinéma 2020 dont celle du meilleur film, du meilleur réalisateur et de la meilleure actrice,.
Un remake américain sort en 2024 sous le titre Mothers' Instinct.

## Synopsis
Au début des années 1960, Alice et Céline, deux amies de longue date, vivent dans des maisons jumelées dans une banlieue calme de Bruxelles et sont mères de deux enfants, Théo et Maxime. Un tragique événement survient qui va bouleverser leur vie. 
Un jour, Maxime, qui n'est pas à l'école parce qu'il a une forte fièvre, perd la vie en tombant du rebord de la fenêtre de sa chambre en essayant d'attraper le chat. Alice, qui assiste à la scène, n'a pas le temps de sauver l'enfant.
À partir de ce moment, Céline commence à devenir paranoïaque, tout en masquant ses troubles comme des tentatives pour aller de l'avant. Elle commence à montrer une obsession et une affection de plus en plus morbide envers le petit Théo, déchaînant la jalousie de son amie Alice, qui à son tour recueille des indices sur la voisine jusqu'à ce que des soupçons si graves apparaissent, au point que son mari la traite de psychotique et lui demande de se soigner.
Juste au moment où les soupçons d'Alice reviennent lui faisant retrouver la relation avec son mari et un dialogue avec Céline elle-même, celle-ci met en œuvre un plan criminel parfait, à travers lequel, après avoir assassiné son mari et ses voisins, restant toujours habilement au-dessus de tout soupçon, elle demandera et obtiendra l'adoption du petit Théo, désormais seul au monde.

## Fiche technique
- Titre original : Duelles
- Titre français : Duelles
- Réalisation : Olivier Masset-Depasse
- Scénario : Olivier Masset-Depasse, d'après le roman Derrière la haine (2012) de Barbara Abel
- Photographie : Hichame Alaouié
- Montage : Damien Keyeux
- Musique : Frédéric Vercheval, Renaud Mayeur
- Sociétés de production : Versus Production, Haut et Court, Savage Film
- Pays d'origine :  Belgique |  France
- Langue originale : français
- Format : couleur
- Genre : Film dramatique, Thriller
- Durée : 97 minutes
- Dates de sortie :
  - Canada : 7 septembre 2018 (Festival international du film de Toronto)
  - Belgique : 11 octobre 2018 (Festival international du film de Flandre-Gand)
  - États-Unis : 15 octobre 2018 (Festival international du film de Chicago)
  - Belgique : 2 février 2019 (Bruxelles) (première)
  - Belgique : 17 avril 2019
  - France : 1er mai 2019
- Classification :
  - France : Tout public lors de sa sortie en salles et déconseillé aux moins de 12 ans à la télévision.

## Distribution
- Veerle Baetens : Alice Brunelle
- Anne Coesens : Céline Geniot
- Mehdi Nebbou : Simon Brunelle
- Arieh Worthalter : Damien Geniot
- Jules Lefebvre : Theo Brunelle
- Luan Adam : Maxime Geniot
- Annick Blancheteau : Jeanne Brunelle
- Dominique Rongvaux : le médecin
- André Pasquasy : un médecin

## Production
Le film a été tourné principalement dans deux villas voisines de Cointe (quartier du Parc parc privé), colline surplombant la ville de Liège.

## Distinctions

### Récompenses
Magritte du cinéma 2020
- Meilleur film
- Meilleur réalisateur : Olivier Masset-Depasse
- Meilleure actrice : Veerle Baetens
- Meilleur acteur dans un second rôle : Arieh Worthalter
- Meilleur scénario original ou adaptation : Olivier Masset-Depasse et Giordano Gederlini
- Meilleure image : Hichame Alaouié
- Meilleur son : Marc Bastien, Thomas Gauder, Héléna Réveillère et Olivier Struye
- Meilleure musique originale : Frédéric Vercheval
- Meilleur montage : Damien Keyeux

### Sélections
- Festival international du film de Toronto 2018 : sélection en section Special Presentations
- Arras Film Festival 2018 : sélection en compétition européenne
- Festival de cinéma européen des Arcs 2018 : sélection en section Playtime
- Festival international du film policier de Beaune 2019 : sélection en compétition sang neuf

## Remake
Olivier Masset-Depasse devait initialement réaliser e remake américain, Mothers' Instinct. C'est finalement le chef opérateur français Benoît Delhomme, dont c'est la première mise en scène, qui s'en charge. Sorti en 2024, il met en scène Jessica Chastain et Anne Hathaway.